# AEG B.III
AEG B.III – niemiecki samolot rozpoznawczy z okresu I wojny światowej, stanowiący rozwinięcie modeli AEG B.I i AEG B.II. Od swych poprzedników różnił się kilkoma drobnymi szczegółami, które jednak nie poprawiły znacząco osiągów samolotu, dlatego też po ukończeniu krótkiej serii w 1915 r., produkcja tego samolotu została przerwana na korzyść uzbrojonych modeli z serii C. Samolot był wykorzystywany także jako szkolny.